# Alón
Alón Gramático (m. 1131), mencionado a veces como Alonso o Albito y en latín Alo Asturicensi, 
fue un eclesiástico español, obispo de Astorga.

## Episcopado
Ascendido a la silla episcopal hacia el año 1122, inicialmente fue obispo sufragáneo del metropolitano emeritense hasta que la metrópoli de la provincia eclesiástica de Lusitania se trasladó desde la diócesis de Mérida a la de Santiago cuando el obispo de ésta, Diego Gelmírez, recibió del papa Calixto II el título de vicario pontificio, dándole autoridad sobre Mérida y Braga. 
Tuvo algunos litigios con la diócesis de Zamora, que reinstaurada bajo el episcopado de Bernardo de Perigord, se formó con el territorio de Zamora y el campo de Toro, segregados de la diócesis asturicense; el legado papal, cardenal Deusdedit, resolvió que cuando el obispo Perigord muriese o fuese trasladado a otra sede, estos territorios volverían a Astorga, aunque finalmente la sentencia no se cumplió.
Asistió en 1124 al concilio celebrado en Santiago y en 1130 al que se reunió en el monasterio de San Zoilo de Carrión de los Condes, donde se trató la conveniencia de la boda del rey Alfonso VII con Berenguela de Barcelona. 
También se halló junto al rey Alfonso VII en la campaña que contra los almorávides llevó a cabo este último año contra Calatrava, asolando Alarcos, Caracuel, Mestanza, Alcudia, Almodóvar del Campo y otros pueblos.

## Obras
Dejó escritos cuatro epitafios a la reina Constanza de Borgoña. 
Algunos estudiosos lo señalaron como posible autor de la Crónica Silense o 
del cantar de gesta sobre la conquista de Toledo por Alonso VI.
En 1648 Juan Tamayo de Salazar publicó "Auli Hali (...) De Adventu in Hispanias S. Iacobi Zebedaei filii", atribuido a un tal Aulo Halo a quien se identificó como Alón Gramático, pero esta obra fue uno más de los falsos cronicones del padre Jerónimo Román de la Higuera que éste compuso a principios del siglo XVII plagiando fragmentos de la "Talichristia" de Álvar Gómez de Ciudad Real.
| Predecesor: Pelayo | Obispo de Astorga 1122 – 1131 | Sucesor: Roberto |